# Bufor SM
Bufor SM – jeden z buforów wykorzystywanych w badaniach laboratoryjnych z dziedziny mikrobiologii, w szczególności podczas badań nad bakteriofagami. 

## Skład buforu
Do uzyskania buforu SM należy sporządzić mieszaninę o następującym składzie:
- 100 mM NaCl;
- 10 mM MgSO4;
- 50 mM Tris-HCl (pH 7,5)

## Zastosowanie
Bufor SM wykorzystywany jest do izolacji cząstek bakteriofagowych z hodowli bakteryjnych hodowli stałych, na których się je namnaża. W buforze tym przechowuje się cząstki fagowe.